# Mendel Hirsch

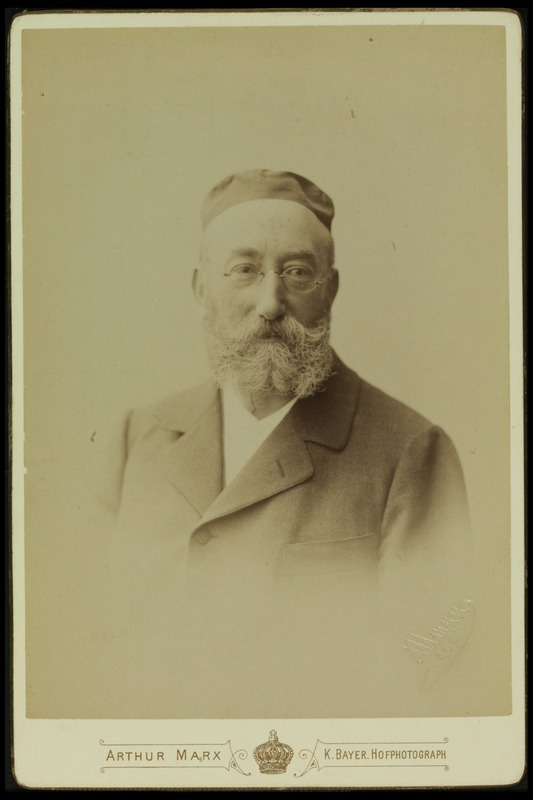
Mendel Hirsch, Porträt

Mendel Hirsch (* 3. März 1833 in Oldenburg; † 28. März 1900 in Frankfurt am Main) war ein deutsch-jüdischer Pädagoge und Bibelkommentator, trat aber auch als Dichter hervor. 

## Leben und beruflicher Werdegang
Mendel Hirsch als ältestes von 11 Kindern der Johanna Jüdel und des Samson Raphael Hirsch studierte an den Universitäten Bonn und Berlin Philosophie, Psychologie, Literatur und Geschichte. Hirsch promovierte 1854 in Tübingen. Im folgenden Jahr wurde er als Lehrer für jüdische und allgemeine Fächer an den von seinem Vater gegründeten jüdischen Mittel- und Volksschulen in Frankfurt am Main tätig. Als Direktor amtierte er an der (1853 gestifteten) israelitischen Realschule und war zudem während 17 Jahren Leiter der jüdischen Volksschule.
Seine Tochter Rahel Hirsch (1870–1953) war die erste Frau, die im Königreich Preußen zur Professorin für Medizin ernannt wurde.

### Schriftstellerische Tätigkeit
In der monatlich erscheinenden Zeitschrift Jeschurun, die von seinem Vater herausgegeben wurde, veröffentlichte er Artikel über pädagogische Themen.
In einem Leserbrief Der Zionismus (1898) stellte sich Hirsch gegen den politischen Zionismus von Theodor Herzl, wobei er ihn gleichzeitig als Zugeständnis an die Tatsache ansah, dass die jüdische Assimilation versagt hätte.

## Werke (Auswahl)
- Das reine Menschentum im Lichte des Judentums, 1893
- Die Haftarot: übersetzt und erläutert / von Dr. Mendel Hirsch, Direktor der Realschule der Israelitischen Religionsgesellschaft zu Frankfurt a. M., Frankfurt a. M. : Verlag von A.J. Hofmann, 1896 online in den digitalen Sammlungen der UB Frankfurt (2. Auflage 1913)
- Der Zionismus. Mainz : Wirth, 1898. 31 Seiten
- Kleine Propheten, übersetzt und erläutert, 1900
- Die zwölf Propheten / übersetzt und erläutert von Dr. Mendel Hirsch, Direktor der Realschule der Synagogengemeinde Israel. Religionsgesellschaft zu Frankfurt am Main. Frankfurt a. M. : Verlag von A.J. Hofmann, 1900
- Die Klagelieder, 1903